# 990

## Esdeveniments
- 1 de gener — El Rus' de Kiev adopta el calendari julià.
- Comença la construcció de la mesquita Al-Hakim al Caire.
- Es funda la ciutat de Lund (actual Suècia, Dinamarca en l'època).

## Naixements
- K'uan Fan (990-1030) Pintor xinès de l'Escola del Nord